# Stellan Arvidson
Erik Stellan Åke Arvidson, född 8 november 1902 i Vänersborg, död 5 juli 1997 i Stockholm, var en svensk litteraturhistoriker, författare och politiker (Socialdemokraterna). Han har ibland kallats "enhetsskolans fader".

## Biografi
Arvidsons föräldrar var stadsfogden Emil Arvidson och Minona Berg. Från 18 års ålder 1920 och hela livet igenom var han en aktiv ateist. Han avlade studentexamen 1921 och blev filosofie magister 1924 och filosofie doktor 1932 i Lund på en avhandling om Thomas Thorilds ungdomstid. Där var han medlem i den socialistiska föreningen Clarté, och var 1924–1927 och 1932–1933 redaktör för tidskriften med samma namn. Arvidson var lektor i svenska vid Kiels universitet 1928–1929 och vid Greifswalds universitet 1930–1933, men blev uppsagd från sin tjänst och utvisad från Tyskland efter NSDAP:s maktövertagande. Därefter var han 1933–1937 lektor i Visby och från 1937 rektor i Hudiksvall. Från 1939 var han under en period ordförande i stadsfullmäktige i Hudiksvall.
Han ingick 1937 äktenskap med Margit Hedbom, och levde senare med skolpolitikern Britta Stenholm.

### Litterär verksamhet
Allt från tiden för sin avhandling 1932 fram till sin död 1997 sammanställde, redigerade och kommenterade Arvidson Thomas Thorilds samlade skrifter, vilka utgavs av Svenska Vitterhetssamfundet. Han utgav även flera böcker om Thorilds diktning, tillsammans med ett antal poesi- och prosaböcker.
I ett arbete om Selma Lagerlöfs författarskap 1932 försökte Arvidson visa på hennes inflytande från åttiotalisterna, och skrev även 1945 ett litteraturkritiskt arbete om Bo Bergman. Tillsammans med Torsten Bohlin utgav han 1946 Kristendomen: mot – för.
Han var ordförande i Sveriges författareförening 1950–1965, och 1959–1970 ordförande i Konstnärliga och litterära yrkesutövares samarbetsnämnd. Han var den drivande kraften för att inrätta statlig inkomstgaranti för författare.

### Skolpolitiker
Arvidson var sekreterare i 1946 års skolkommission och ledamot i 1960 års lärarutbildningssakkunniga (SOU 1965:29). Tydligt inspirerad från skolväsendets uppbyggnad, funktion och innehåll i DDR medverkade Arvidsson till den svenska skolpolitikens omläggning till den skola där elevens oberoende skulle ersätta läraren som den högsta auktoriteten i klassrummet, där "katederundervisningen" skulle upphöra,  och där religionen inte längre ha någon plats och skolan övergripande fungera som ett instrument för samhällets sociala omdaning. Han har ibland kallats "enhetsskolans fader". Arvidson var 1937–1948 rektor för Hudiksvalls högre allmänna läroverk och 1953–1969 för Stockholms folkskoleseminarium. 1957–1968 var han riksdagsledamot i andra kammaren.

### Arvidson och Östtyskland
Från 1969 till 1987 var Arvidson ordförande i det regimtrogna Förbundet Sverige–DDR och mottog flera östtyska utmärkelser, bland annat "Folkvänskapens Stora Stjärna" 1977. Åren 1969–1973 var han ordförande i Ständiga Internationella Kommittén för erkännande av DDR. Han var även aktiv i Svenska Kommittén för normalisering av förbindelserna med DDR. Arvidson publicerade flera skrifter om Östtyskland, bland annat som underlag för studiecirklar hos ABF. Han utnämndes även av den östtyska regimen till hedersdoktor i Rostock 1969 och senare till professor vid Greifswalds universitet, där han föreläste om Thomas Thorilds litteratur under 1970- och 1980-talen.
Arvidson var under lång tid aktiv i Förbundet Sverige–Sovjetunionen. Han var 1972 med om att återuppliva frontorganisationen Svenska Fredskommittén, den svenska grenen av Världsfredsrådet, och fungerade sedan som dess ordförande i många år. Arvidson höll fast vid DDR även efter Berlinmurens fall, ända fram till sin död i november 1997. I Östtyskland ansåg han att han återfunnit många av sina gamla socialistiska ideal, och ansåg att det var en katastrof att DDR upplöstes. När Sovjetunionen invaderade Afghanistan förklarade Arvidson att invasionen "var nödvändig för att förhindra en imperialistisk uppmarsch i landet mot Sovjet och för att försvara regimen i Kabul".

### Skönlitteratur
- I skorpionens tecken : dikter. Stockholm: Tiden. 1927. Libris 1316900
- Gränslandet : dikter. Stockholm: Bonnier. 1929. Libris 1316899
- Jordglans : dikter. Stockholm: Bonnier. 1933. Libris 1351140
- Fredlös : dikter. Stockholm: Bonnier. 1940. Libris 1180846
- Stjärnhavskust : dikter. Stockholm: Bonnier. 1944. Libris 1180848
- Havet är nära : dikter. Stockholm: Bonnier. 1952. Libris 1434107
- Spiral : dikter. FIB:s lyrikklubbs bibliotek, 0425-5232 ; 45. Stockholm: FIB :s lyrikklubb. 1958. Libris 1277693
- Sent men tidigt : [dikter]. Stockholm: Rabén & Sjögren. 1977. Libris 7234001. ISBN 91-29-49207-6
- Linjen : en dikt om liv. Göteborg: Fram. 1984. Libris 7646132. ISBN 91-7510-049-5
- Under stjärnhimmeln : tankar på en åldrig stenbänk. Stockholm: Carlsson. 1996. Libris 7622066. ISBN 9172030771

### Varia
- Thorild : studier i hans ungdomsutveckling. Lund: Borelius. 1931. Libris 10069 - Akademisk avhandling.
- Selma Lagerlöf. Stockholm: Bonnier. 1932. Libris 302623
- Studier i Thorilds diktning. Uppsala. 1937. Libris 1748587
- En dialog i bostadsfrågan. Stockholm: Hyresgästernas riksförb. 1938. Libris 1360986
- Thorild och den franska revolutionen. Stockholm: Wahlström & Widstrand. 1938. Libris 22180
- Benjamin Franklin : ett universalgeni. Stockholm: Natur och kultur. 1943. Libris 31121
- Bo Bergman. Stockholm: Bonnier. 1945. Libris 367113
- Kristendomen mot - för / Stellan Arvidson, Torsten Bohlin. Stockholm: Natur och kultur. 1946. Libris 830923
- Skolreformen : en sammanfattning av 1946 års skolkommissions betänkande. Skrifter / utg. av Sveriges yngre läroverkslärares förening, 99-1866568-8 ; 5. Lund: Gleerups. 1948. Libris 81793
- Enhetsskolan : riksdagsbeslutet, kommunal planering, försöksverksamheten. Skolan vi skall få. Lund: Gleerup. 1950. Libris 462014
- Hudiksvalls läroverks historia. Hudiksvall: [Lärov]. 1951. Libris 1434108
- I kyrkan eller utanför? / Stellan Arvidson, Ansgar Eeg-Olofsson & Ruben Josefson. Stockholm: KF. 1952. Libris 1434110
- Vi studerar almanackan : ett intresseområde i astronomi med anknytning till skolans olika ämnen. Ny skola ; 2. Stockholm: Svenska bokförl. 1952. Libris 1444824
- Enhetsskolan växer fram / Stellan Arvidson, Ivan Blomberg, Britta Stenholm. Lund: Gleerup. 1953. Libris 506415
- Samhällskunskap för skolans avslutningsklasser / Stellan Arvidson, Karl Lindblom. Stockholm. 1953. Libris 2141603
- Vi läser : Gösta Berlings saga  : [handledning för folkskolans, realskolans, flickskolans och enhetsskolans högre klasser]. Stockholm: Natur o. kultur. 1953. Libris 1434109
- Enhetsskolan förverkligas / Stellan Arvidson, Britta Stenholm & Ivan Blomberg. Stockholm: Tiden. 1958. Libris 505911
- Skolan mitt i byn / Stellan Arvidson, Sven Norlin, Britta Stenholm. Stockholm: ABF. 1958. Libris 641535
- Praktiska gymnasier : betänkande. Statens offentliga utredningar, 0375-250X ; 1959 :44. Stockholm: Idun. 1959. Libris 13518045. http://urn.kb.se/resolve?urn=urn:nbn:se:kb:sou-614824
- Gunnar Gunnarsson, islänningen. Stockholm: LT. 1960. Libris 449050
- Om erkännandet av Östtyskland. Stockholm. 1969. Libris 671118
- Tjelvars eld. Göteborg: Författarförlaget. 1973. Libris 7595935. ISBN 9170540942
- DDR. Stockholm: Brevskolan. 1978. Libris 7429936. ISBN 91-574-0009-1
- DDR grannland / i samarbete med Britta Stenholm. Stockholm: Förbundet Sverige-DDR. 1984. Libris 7666628. ISBN 91-7810-055-0
- Thorild. Stockholm: Carlsson. 1989-1993. Libris 822021
  -  Thorild 1, Passionernas diktare. 1989. Libris 822022. ISBN 9177982436
  -  Thorild 2, Harmens diktare. 1993. Libris 822023. ISBN 9177985613

### Samlade skrifter av Thomas Thorild
- Samlade skrifter / under redaktion av Stellan Arvidson ; utgivna av Stellan Arvidson och Casimir Fontaine. Svenska författare utgivna av Svenska vitterhetssamfundet, 0346-7864 ; 15. Stockholm: Svenska vitterhetssamfundet. 1932-. Libris 114802
  -  Del 1, Dikter och prosaoden ; Prosaskrifter 1778-1783. 1932-1933. Libris 18151199. https://litteraturbanken.se/forfattare/ThorildT/titlar/SamladeSkrifter1/info
  -  Del 2, Prosaskrifter 1784-1790. 1934-1934. Libris 18151198. https://litteraturbanken.se/forfattare/ThorildT/titlar/SamladeSkrifter2/info
  -  Del 3, Prosaskrifter 1791-1793 ; Odaterade prosaskrifter på svenska. 1936-1944. Libris 18151197. https://litteraturbanken.se/forfattare/ThorildT/titlar/SamladeSkrifter3/info
  -  Del 4, Prosaskrifter från Tysklandstiden. I. 1965. Libris 18150767. https://litteraturbanken.se/forfattare/ThorildT/titlar/SamladeSkrifter4/info
  -  Del 5, Prosaskrifter från Tysklandstiden. II ; Supplement. 1975. Libris 18151192. ISBN 91-7230-005-1. https://litteraturbanken.se/forfattare/ThorildT/titlar/SamladeSkrifter5/info
  -  Del 6, Brev ; Personregister till del I-IV. 1976-1980. Libris 18151195. https://litteraturbanken.se/forfattare/ThorildT/titlar/SamladeSkrifter6/info
  -  Del 7, Tillägg till första delen ; Kommentar till första delen s. 1-291. 1943-1968. Libris 18151196. https://litteraturbanken.se/forfattare/ThorildT/titlar/SamladeSkrifter7/info
  -  Del 8, Kommentar till första delen (forts.) ; Kommentar till andra delen. 1971-1982. Libris 18151193. ISBN 91-7230-001-9. https://litteraturbanken.se/forfattare/ThorildT/titlar/SamladeSkrifter8/info
  -  Del 9, Kommentar till andra delen (fr.o.m. s. 214), till tredje delen (t.o.m. s. 222) samt till engelska texter i femte delen (Supplement). 1990. Libris 18151191. ISBN 91-7230-040-X. https://litteraturbanken.se/forfattare/ThorildT/titlar/SamladeSkrifter9/info
  -  Del 10, Kommentar till tredje delen (forts.), kommentar till fjärde delen. 1996. Libris 18151190. ISBN 91-7230-060-4. https://litteraturbanken.se/forfattare/ThorildT/titlar/SamladeSkrifter10/info
  -  Del 12, Kommentar till brev maj 1777 - april 1795. 1997. Libris 18151194. https://litteraturbanken.se/forfattare/ThorildT/titlar/SamladeSkrifter12/info